# 谢尔盖·明季尔加索夫
谢尔盖·尼古拉耶维奇·明季尔加索夫（俄语：Серге́й Никола́евич Миндиргасов，1959年11月14日—），苏联男子击剑运动员。他曾获得1986年世界击剑锦标赛男子佩剑个人冠军。他也获得了1988年夏季奥运会男子佩剑团体银牌。